# Di ffrench
Di ffrench (9. listopadu 1946 – 25. května 1999) byla novozélandská fotografka a sochařka. Její práce jsou ve sbírce Muzea Nového Zélandu Te Papa Tongarewa, Aucklandské umělecké galerii a Hockenových sbírkách v Dunedinu.

## Životopis
Ffrench se narodila v australském Melbourne v roce 1946 a se svou rodinou se přestěhovala na Nový Zéland v roce 1963. Navštěvovala střední školu v Aucklandu, poté studovala na technickém institutu v Aucklandu a svou práci začala vystavovat v polovině 70. let. Stala se pravidelnou účastnicí národních, samostatných a skupinových výstav a pracovala jako umělecká učitelka na uměleckých školách Otago Polytechnic v Oamaru a Dunedinu.
V osmdesátých letech pracovala hlavně v oblasti umění performance v galeriích. V roce 1990 byla ffrench umělcem Trustbank Canterbury v rezidenci v Arts Center v Christchurchu. Během rezidence pracovala na specializované fotografické technice: pořídila černobílou fotografii objektu a udělala z ní diapozitiv, poté promítla tento obraz na sochařský povrch z výšky a znovu vyfotografovala scénu a vytvořila novou fotografii.
V roce 1993 byla ffrench pověřena městskou radou Christchurch, aby navrhla závěs na zeď, který by připomínal sté výročí volebního práva žen na Novém Zélandu. Na závěsu se objevily prvky ženského života v letech 1893 až 1993 a během osmi měsíců byl vyšíván 100 členkami Cechu výšivkářů Canterbury. Byl vystaven v umělecké galerii Roberta McDougalla a poté nainstalován v radnici Christchurch. Také v roce 1993 ffrench pracovala na krajinné soše na vyhlídce v Oamaru ve tvaru obrovské pohovky v Chesterfieldu a osázené řebříčkem a heřmánkem.
Di ffrench zemřela 25. května 1999 ve věku 52 let.
Trvalými tématy v jejích dílech byla síla žen, fyzická i mentální a aspekty pasivity a agrese ve společnosti. V roce 2009 byla ve veřejné galerii Dunedin představena retrospektiva její fotografické práce a v roce 2012 se konala další retrospektiva v Temple Gallery v Dunedinu. Třetí retrospektiva se konala také v Dunedinu v Galerii Fe29 v polovině roku 2017.